# Ulica Wszystkich Świętych w Szczecinie
Ulica Wszystkich Świętych – ulica w Szczecinie, położona w całości na terenie osiedla administracyjnego Arkońskie-Niemierzyn.

## Przebieg
Ulica zaczyna swój bieg na skrzyżowaniu z ulicą Przyjaciół Żołnierza, Zygmunta Krasińskiego i Duńską gdzie staje się przedłużeniem tej pierwszej. Dalej krzyżuje się z ulicą Fryderyka Chopina. Następnie biegnie w kierunku południowo-zachodnim, w kierunku skrzyżowania z ulicą Arkońską, Niemierzyńską i ks. abp. Kazimierza Majdańskiego, by tam zakończyć bieg. Jej przedłużeniem w tamtym miejscu staje się ta trzecia.

## Charakterystyka
Obecnie ulica Wszystkich Świętych jest szeroką, czteropasmową drogą z pasem zieleni oddzielającym od siebie jezdnie ulicy. Na ulicy znajdują się dwa zespoły przystanków autobusowych – „Łabędzia” (przy początkowym skrzyżowaniu ulicy) oraz „Chopina” (przy skrzyżowaniu z ul. Fryderyka Chopina).